# César Pereira
César David Pereira Villegas (Caracas, Venezuela, c. 1996
- Puerto La Cruz, Venezuela, 28 de mayo de 2017) fue un manifestante, activista estudiantil y dirigente juvenil de Voluntad Popular venezolano, asesinado durante las protestas en Venezuela de 2017 contra el gobierno de Nicolás Maduro.
Se desempeñó como activista estudiantil de Voluntad Popular y «escudero» dentro de la denominada Resistencia, conformada por grupos de jóvenes manifestantes que se enfrentaban a las fuerzas de seguridad del Estado como respuesta a la represión que ejerció el gobierno durante las protestas antigubernamentales de 2014.
El 27 de mayo de 2017, Pereira resultó herido en el abdomen por un disparo del Polianzoátegui Onán Pereira durante una manifestación violenta en la ciudad de Lechería. Falleció en la madrugada del día siguiente por una pérdida severa de sangre. Dirigentes de Voluntad Popular difundieron vídeos e imágenes en las que se observa al Polianzoátegui disparar metras con una escopeta de perdigones de plástico, pese a la prohibición del uso de este tipo de armas en el control y dispersión de manifestaciones, impuesta por Nicolás Maduro. El Defensor del Pueblo Tareck William Saab manifestó su preocupación por el uso indiscriminado de armas caseras para causar muertes y lesiones graves tanto a civiles como a funcionarios de seguridad.
El 27 de mayo de 2021, un tribunal condenó a 26 años y 6 meses de cárcel a Onán Pereira por el asesinato de César Pereira, tras 4 años de proceso judicial contra el exfuncionario. El abogado acusador José Santoyo, junto al Ministerio Público, corroboró que funcionarios de Polianzoátegui reemplazaron municiones por metras que dispararon a manifestantes, al hallarse restos de vidrios en los cañones. Esta es la primera sentencia que se dicta en Venezuela relacionada con los casos de muertes de ciudadanos durante las protestas de 2017.

## Biografía

### Primeros años
César Pereira nació en Caracas alrededor del año 1996. Vivió sus primeros años en la urbanización El Paraíso junto a su madre y sus abuelos. A la edad de dos años junto a su familia se trasladó a San Antonio de los Altos. En 2007, se mudaron a la ciudad de Puerto La Cruz, perteneciente al estado Anzoátegui, al oriente de Venezuela.
En una ciudad cercana a Puerto La Cruz, Lechería, estudió hasta tercer año de Bachillerato y egresó del Liceo Doña Menca de Leoni. A sus 20 años cursó la carrera de Relaciones Industriales en el IUTIRLA y Derecho en la Universidad Santa María. Según relataron familiares y cercanos, era un buen estudiante y practicaba diferentes deportes como el tenis, béisbol y fútbol. Sus conocidos lo describían como alguien alegre y carismático.

### Activista y manifestante

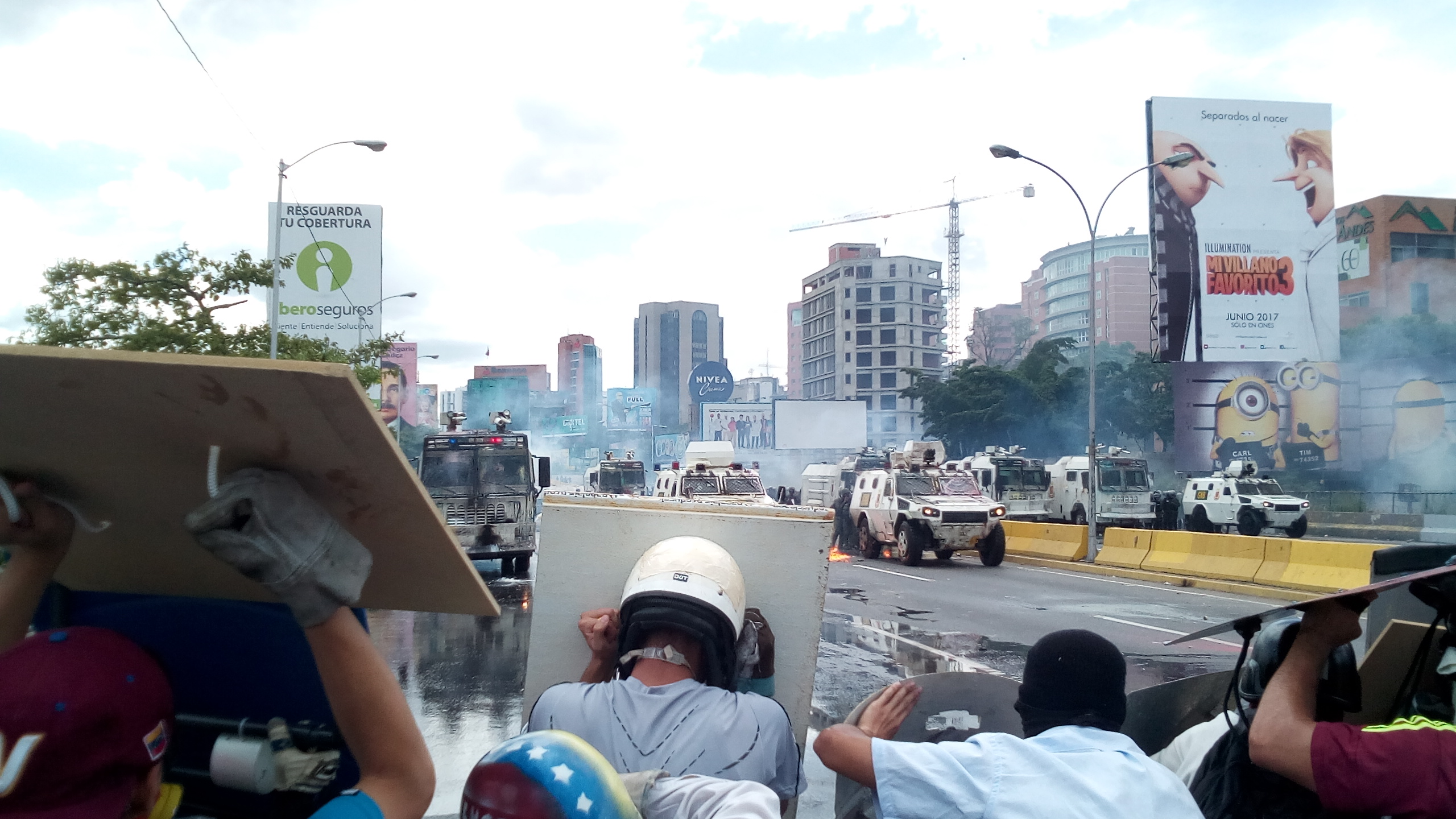
Escuderos encabezaban la primera línea de una marcha en la autopista Francisco Fajardo.

César tenía un gran interés en la política y soñaba con ser alcalde de Lechería. A los 13 años consiguió permisos para trabajar embolsando productos en un supermercado. A la par del establecimiento se encontraba un comando de campaña de Voluntad Popular, el partido político del líder opositor Leopoldo López. Este comando captó al joven y un año después se convirtió de lleno en un activista estudiantil. Llegó a participar en varias campañas políticas opositoras y, en épocas de protesta, movilizaba a compañeros de clase para que se sumaran a las protestas contra el gobierno.
En 2017, César se unió a la denominada Resistencia, grupos compuestos fundamentalmente por jóvenes manifestantes que defendían las protestas frente a las fuerzas de seguridad del Estado surgidas durante las protestas antigubernamentales de 2014, como respuesta a la dura represión del gobierno venezolano. Se integró a los llamados «escuderos» de la Resistencia, cuya tarea consiste en proteger a otros manifestantes de los ataques de la Guardia Nacional. Transformó una antena de DirecTV en un escudo improvisado, al que pintó los colores de la bandera de Venezuela y el escudo nacional.

## Asesinato
El 27 de mayo de 2017, César y un grupo de manifestantes de la Resistencia se enfrentaron a agentes de Polianzoátegui en el sector Peñón del Faro en Lechería, que anteriormente habían reprimido una manifestación. En vídeos compartidos por redes sociales, se observa a un Polianzoátegui, posteriormente identificado como Onán Pereira —quien no guardaba relación con César—, recargar su escopeta con una esfera de vidrio conocida como «bolondrona» —una metra de gran tamaño—. Según relataron sus compañeros, César gritó al policía «¡Dispárame, pues!». En ese momento, el policía apuntó su arma contra él y disparó, hiriéndolo de gravedad en la zona abdominal por el impacto del proyectil.
De inmediato sus compañeros lo retiraron del lugar y lo llevaron de emergencia en una ambulancia con destino a la Clínica Municipal de Lechería. Cuando los médicos del vehículo lo reciben, sufrió un infarto, logran aplicarle maniobras de reanimación cardiopulmonar y, una vez estabilizado, lo vuelven a subir a la ambulancia, ahora camino hacia el Hospital Las Garzas. Ahí una cadena de la policía municipal les impidió el acceso. El director del hospital salió a decir que no iban a recibir a la persona dentro de la ambulancia, alegando que era un «guarimbero». La acción enardeció el caos en desarrollo, las personas que acompañaban a la unidad protestaron y presionaron para dispersar a los policías hasta lograr que la ambulancia se dirigiera a la Policlínica de Puerto La Cruz.
Al llegar al hospital, César sufrió un segundo infarto; los doctores lograron reanimarlo por segunda vez antes de ingresarlo a un quirófano, donde permaneció durante diez horas en una intervención quirúrgica sin anestesia. Los médicos cirujanos le retiraron una esfera de vidrio de 18 centímetros del abdomen y le suministraron múltiples transfusiones de sangre. Sin embargo, su organismo no respondió al tratamiento y falleció a causa de una hemorragia a las 6:05 de la mañana del 28 de mayo de 2017. El alcalde de Lechería, Gustavo Marcano anunció su muerte por redes sociales. Con su deceso, el número de personas fallecidas durante las protestas ascendió a 60.

### Reacciones
- El alcalde de Lechería, Gustavo Marcano reiteró a los medios que las manifestaciones en el municipio son totalmente pacificas y que la violencia está del lado del gobierno, exigió el fin de la represión en el municipio e informó que acudiría a la fiscalía con pruebas del asesinato de César Pereira. Declaraciones que ofreció mientras participaba en una manifestación en contra de la muerte de César en el Peñón del Faro.[16]

Desde el primer día de represión y abusos hemos denunciado, hemos hecho el llamado tanto al Gobernador como a la Fiscalía a evitar males mayores y a que establecieran responsabilidades, tuvieron que esperar que ocurriera esta desgracia con el joven César Pereira, exigimos que cese la represión en nuestra ciudad y que les caiga todo el peso de la ley a los responsables de este crimen (...) César es el joven número 73 que cae asesinado en la ola de violencia que ha desatado la dictadura y no era un terrorista como señala Nelson Moreno era un joven humilde y trabajador que la ciudad vio crecer, hoy nos duele su partida, pero nos da mucha más fuerza para seguir luchando hasta lograr el cambio con el que él soñaba y que anhela la mayoría de los venezolanos
Gustavo Marcano

- El secretario general de la Organización de Estados Americanos, Luis Almagro repudió el asesinato a través de su cuenta de Twitter. «Otro crimen de una dictadura que quiere frenar la democratización del país con la violencia y el terror contra el pueblo #Venezuela», exclamó.[17] El reporte de un panel de expertos independientes de la Organización de Estados Americanos documentó el asesinato de César Pereira, considerando que podía constituir un crimen de lesa humanidad cometido en Venezuela junto con otros asesinatos durante las protestas.[18]

- El gobernador del estado Miranda y líder opositor, Henrique Capriles responsabilizó a Nicolás Maduro y a su «narco cúpula» por las muertes en las protestas y la de César en Twitter. Escribió: «Otro joven asesinado ahora en Anzoátegui!Todos los muertos por enferma ambición de Maduro y su narco corrupta cúpula!JUSTICIA clama Vzla!».[19]

- El diputado Juan Andrés Mejía, coordinador político encargado de Voluntad Popular, escribió un post en Twitter lamentando la muerte de su activista y pidiendo el fin de las muertes.[20][21]
- El diputado Freddy Guevara culpó al gobierno por la muerte de César y reafirmó su compromiso con la lucha por la libertad en Venezuela. Señaló que el sacrificio de César y otros manifestantes refuerza la determinación del movimiento opositor. Guevara aseguró que seguirán adelante hasta lograr una «Venezuela libre y democrática».[22]
- El diputado Armando Armas escribió en Twitter: «Hoy todo el país te llora, Cesar. VUELA alto hermanito, Eres nuestro héroe, guíanos hacia la LIBERTAD!».[23]
- El diputado Antonio Barreto Sira describió a César como un símbolo de la juventud venezolana que lucha por un futuro mejor y como una víctima inocente de un «régimen que reprime con violencia». Lo presentó como un hijo de todos, un mártir cuya muerte debe inspirar acciones democráticas para alcanzar la libertad del país. Denunció la represión estatal y exigió que su memoria no se diluya, sino que perdure como ejemplo de valentía y compromiso con Venezuela.[24]
- El Defensor del Pueblo, Tareck William Saab calificó de despreciable el crimen contra César Pereira y expresó en nombre de su despacho, «su hondo pesar por tan trágico hecho que enluta un hogar en mi estado natal». Manifestó su preocupación por el uso sistemático e indiscriminado de armas caseras cargadas de metras, rolineras y clavos para causar muertes y lesiones graves tanto a civiles como a funcionarios de seguridad.[6][7]
- La presentadora Annarella Bono expresó su dolor por la muerte de César Pereira, al que consideraba un «sobrino del alma». A través de un emotivo mensaje en Instagram, recordó su cercanía con él desde que era niño y destacó su espíritu luchador y alegre. Lamentó su pérdida y envió palabras de consuelo a su madre.[25]

## Funeral
El 28 de mayo tuvo lugar el funeral de César Pereira. Los habitantes de Lechería le dieron un último adiós al activista. Se celebró una misa en la iglesia de la ciudad, donde su féretro estuvo presente. Los asistentes al velorio aplaudieron y gritaron «¡Libertad!» al momento en que sacaron el féretro de la iglesia, acompañándolo hasta su lugar de descanso final. Horas más tarde, se llevó a cabo una vigilia en el Peñón del Faro en su conmemoración. Los asistentes a la vigilia sorprendieron a dos agentes del SEBIN y de la Policía Nacional Bolivariana dentro de la vigilia y los acusaron de ser «infiltrados», supuestamente por haber tomado fotos a las personas que encendían velas y oraban, según testigos. La multitud golpeó y desnudó a los agentes, y luego incendió su motocicleta hasta que las llamas la consumieron por completo. La Guardia Nacional Bolivariana intervino para detener el linchamiento y arrestaron a los funcionarios, a quienes entregó a la policía municipal de Urbaneja. La diputada Gaby Arellano denunció la presencia de francotiradores sobre la azotea del edificio del SENIAT, ubicado frente al peñón del faro, mientras se desarrollaba la vigilia. Esta se retomó el 30 de mayo a las seis de la tarde. Finalizados los tres días de duelo a nombre de César, se reanudaron las protestas en la localidad y los enfrentamientos entre la Resistencia y los organismos de seguridad por el control de las calles, marcadas por un recrudecimiento de la violencia.

## Causa judicial contra Onán Pereira
El 28 de mayo, en un comunicado, el Ministerio Público anunció que comisionó al fiscal 20.º del estado Anzoátegui, Luis Gonzalo Galindo, para investigar la muerte de César Pereira, y coordinaría acciones con expertos de la Unidad Técnico Científica y de Investigaciones del estado homónimo junto a funcionarios del Cuerpo de Investigaciones Científicas, Penales y Criminalísticas (CICPC) para establecer las responsabilidades penales correspondientes.
El 30 de mayo de 2017, el jefe de la Región Estratégica de Defensa Integral Oriental (Redior), Sergio Rivero Marcano, informó que destituyeron de su cargo al funcionario de Polianzoátegui Onán Pereira, quien quedó a disposición del Ministerio Público. Según Rivero, lo investigan por haber incumplido la orden que prohíbe el uso de escopetas para controlar situaciones de orden público. «Tres funcionarios habían resultado heridos con un mortero y es por eso que el funcionario usa la escopeta», dijo. No obstante, enfatizó que la metra fue disparada por un arma de fabricación casera y no por una escopeta. Agregó que, en apoyo al Ministerio Público, adelantarán las investigaciones sobre la muerte de César.
El 1 de junio de 2017, las autoridades privaron de libertad a Onán Pereira, luego de que los fiscales nacional 49°, Oliver Uribe, y estadal 19°, Evelis Muñoz, respectivamente, lo imputaran por los delitos de homicidio intencional calificado con alevosía y por motivos fútiles, uso indebido de arma orgánica y alteración de municiones. El Tribunal 5° de Control de Anzoátegui dictó una medida privativa de libertad en su contra y ordenó su reclusión en el Centro Penitenciario Puente Ayala. En la misma fecha, ciudadanos provenientes de las ciudades de Lechería y Barcelona marcharon hasta el Palacio de Justicia de la capital estadal para exigir justicia por la muerte de César y del resto de asesinados.

### Irregularidades
Armando Armas exigió al Ministerio Público, la Defensoría del Pueblo y al Tribunal 5° de Control de Anzoátegui ejecutar una orden de captura en contra del oficial Onán Pereira y otro agente de la Policía Nacional Bolivariana. El diputado señaló que días atrás Zulimar Villegas, madre del activista asesinado, denunció que, pese a que ambos implicados se les asignó como lugar de reclusión Puente Ayala, ubicado en Barcelona, fueron vistos libres en la calle, según testimonios.
En febrero de 2018, los abogados José Santoyo y Freddy Palomo solicitaron al Tribunal 5° de Control la ratificación de una medida de protección para Zulimar Villegas. Advirtieron que su clienta teme por su vida, pues había sido presionada por representantes del chavismo para retirar los cargos contra Onán. Esta situación la llevó a cambiar de número telefónico en varias ocasiones.
En marzo de 2018, Villegas, junto a sus abogados, alertó sobre el peligro de fuga del acusado. Denunciaron que no había sido trasladado a Puente Ayala, a pesar de que un tribunal lo había ordenado en cuatro oportunidades. Santoyo acusó al gobernador encargado de Anzoátegui, Nelson Moreno, y al director de Polianzoátegui, Antonio Briceño, de mover influencias para impedir dicho traslado. También reiteró que persistían las irregularidades, ya que las autoridades policiales regionales, encabezadas por el general de división Félix Manrique Carreño —entonces director de Polianzoátegui—, no acataron la medida judicial.
En enero de 2019, la apertura del juicio fue diferida por novena vez y reprogramada para el 13 de marzo de 2019. José Santoyo explicó que el diferimiento obedece a la falta de traslado a tribunales del imputado. Onán Pereira seguía detenido en el Distrito 16° de Polianzoátegui, aunque la jueza Juliyen Rodríguez había ordenado su traslado a Puente Ayala, medida que aún no se había ejecutado.  Por su parte, Zulimar Villegas anunció que viajaría a Caracas para exponer las irregularidades del caso ante la Comisión Técnica de la Alta Comisionada de los DDHH de la Organización de las Naciones Unidas.
El 28 de mayo de 2020, al cumplirse 3 años de la muerte de César, José Santoyo denunció que el juicio había sido diferido en más de veinte oportunidades. Señaló que el caso era un ejemplo claro de cómo el «retardo procesal afectaba la aplicación de justicia en Venezuela». Añadió que, por los delitos cometidos, el acusado podría enfrentar una condena de hasta 28 años de prisión, y advirtió sobre el inminente riesgo de fuga, dado que Onán aún permanecía en un módulo policial con escasas medidas de seguridad. Incluso le permitían salir sin custodia. «La nueva fecha del juicio es incierta debido a la pandemia global por la COVID-19», declaró. En ese mismo día, el diputado Armas acusó al gobierno de Maduro de proteger al asesino de César al «amañar el juicio en su contra».

### Sentencia
El 26 de mayo de 2021, a escasas 24 horas de cumplirse cuatro años de la muerte de César, se celebró un juicio en el Tribunal de Juicio 03 de la jurisdicción de Anzoátegui, dirigido por la juez Juliyen Rodríguez, en el cual el Tribunal halló culpable el expolicía Onán Pereira por la muerte de César Pereira. Le imputaron los siguientes cuatro delitos: homicidio intencional calificado por motivos fútiles o innobles, uso indebido de arma orgánica, manipulación de municiones y concurso real de delito. Por haber quedado establecido que cometió delitos de lesa humanidad, Pereira no tendría derecho a ningún beneficio; el sentenciado tuvo dos oportunidades para admitir los hechos, pero no lo hizo. Lo sentenciaron a 26 años y 6 meses de cárcel.
El abogado acusador, José Santoyo contó que «es la primera sentencia que se dicta en Venezuela en relación a las muertes de ciudadanos durante las manifestaciones de ese convulsionado año». Reveló que evaluaría junto al Ministerio Público la investigación de la cadena de mando y de otros funcionarios que declararon en el juicio y dispararon el día que ocurrió el asesinato. Se hizo una experticia a las armas de los policías y casi todas tenían restos de vidrios en los cañones. Se pudo corroborar que los funcionarios de Polianzoátegui sustituyeron las municiones por metras para disparar a los manifestantes.
Santoyo celebró la sentencia en una entrevista con el medio Efecto Cocuyo. Destacó que a pesar de los obstáculos, la justicia se logró. La familia de César, aunque estaba conforme con el resultado, tenían sentimientos encontrados, ya que nada ni nadie podría compensar la pérdida del joven, declaró Santoyo en la entrevista. 

Fueron cuatro años de proceso y hubo obstáculos (…) retardo procesal, trabas y atrasos, pero los abogados especialistas de DDHH tenemos que tener presente que tenemos que persistir y nunca abandonar, tenemos que fundamentar las denuncias, documentar y difundir.
José Santoyo

## Homenajes póstumos

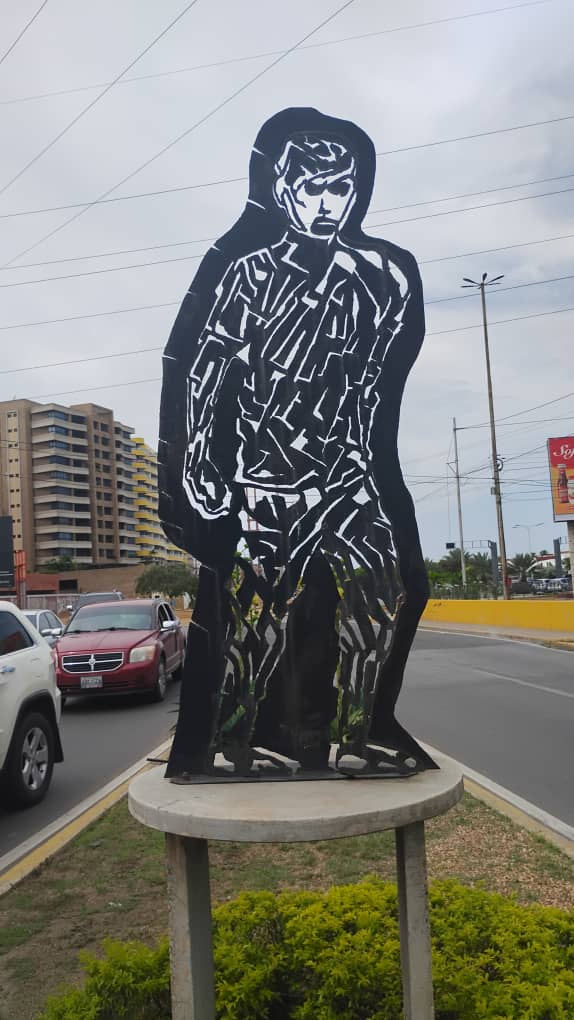
Escultura de César Pereira.

El 30 de mayo de 2017, el alcalde de Lechería, Gustavo Marcano, anuncio que la Calle 4 del Casco Central de la ciudad, la calle en la que César antiguamente trabajaba embolsando, sería renombrada en honor al joven fallecido. El gobierno municipal le otorgó Post Mortem la Orden de Hijo Ilustre del Municipio Urbaneja.
El 28 de mayo de 2018, en el primer aniversario del fallecimiento de César Pereira, se levantó una escultura con su figura en la plaza del Peñón del Faro, el mismo lugar donde fue mortalmente herido. Familiares de César y miembros de Voluntad Popular desvelaron la obra en un acto en su conmemoración. El diputado Armando Armas expresó que «se encontraban conmemorando el espíritu rebelde del joven activista, quien con coraje y valentía combatió a la dictadura». A su vez se leyó una carta de Leopoldo López que decía que «a todos los venezolanos les toca seguir la lucha de cesita».
El 1 de julio de 2020, desconocidos robaron la escultura, el alcalde Manuel Ferreira hizo la denuncia en su cuenta de Twitter y anunció que llevarían a cabo una investigación para dar con su paradero y devolverla a su sitio original «donde deberá permanecer por siempre».
El 28 de mayo de 2021, durante el cuarto aniversario de la muerte de César, la alcaldía de Lechería creó la Orden César David Pereira Villegas y el alcalde de Lechería, Manuel Ferreira, explicó que esta sería entregada a todas aquellas personas que luchan incansablemente por la democracia. La alcaldía otorgó la Orden, en su única clase, al abogado José Santoyo, por su trabajo durante años en el caso de César, lo que permitió lograr una sentencia condenatoria contra su asesino y convirtió el caso en el único relacionado con violaciones de derechos humanos durante las protestas de 2017 en tener una conclusión jurídica .